# 181 (szám)
A 181 (száznyolcvanegy) a 180 és 182 között található természetes szám.
A 181 prímszám, ezen belül Chen-prím, és ikerprím párt alkot a 179-es számmal.
181 előáll 5 egymást követő prímszám összegeként:
29 + 31 + 37 + 41 + 43 = 181
valamint 2 egymást követő négyzetszám összegeként:
92 + 102 = 181
181 egy 181-szögszám, és középpontos szám három értelemben is: középpontos négyzetszám, középpontos ötszögszám és csillagszám.
A Sylvester-sorozat 9. sorszámú elemének egyik prímtényezője.
A 181 az első szám, ami pontosan 14 különböző szám valódiosztó-összegeként áll elő.